# Polnischunterricht in Deutschland
Der Polnischunterricht besitzt an allgemeinbildenden Schulen in Deutschland zahlenmäßig nur eine geringe Bedeutung. Die weitaus am häufigsten gelehrten Fremdsprachen in Deutschland sind Englisch, Französisch, Latein und Spanisch.
Im Rahmen der deutsch-polnischen Beziehungen werden erst seit 1991 Zahlen über den Polnischunterricht in Deutschland erhoben. Der Unterricht findet am häufigsten in Nordrhein-Westfalen und besonders in Grenzstädten der drei an Polen grenzenden Bundesländer Mecklenburg-Vorpommern, Brandenburg und Sachsen sowie in Berlin statt. Er wird fast immer durch polnischstämmige Lehrkräfte erteilt. Erst 2007 machte an der Universität Potsdam die erste Lehramtskandidatin für Polnisch ihr Examen.
Vergleichsgrößen für den Polnischunterricht in Deutschland sind häufig Niederländisch, Dänisch oder Tschechisch. Die Vergleichsgröße für den Deutschunterricht in Polen ist dagegen Französisch; 1,8 Millionen polnische Schüler lernen Deutsch, das damit hinter Englisch die zweitwichtigste Fremdsprache in Polen ist.
Die Wahrnehmung der „Sprache des Nachbarn“ ist somit in Polen und Deutschland völlig unterschiedlich.

## Geschichte
Die tausendjährigen deutsch-polnischen Beziehungen waren mit dem deutschen Überfall auf Polen 1939 auf einem Tiefpunkt angekommen. Erst nach dem Ende des Zweiten Weltkriegs kann laut Basil Kerski wieder von einer „Dynamik der Annäherung“ gesprochen werden.
Das Thema Polnischunterricht in Deutschland und Deutschunterricht in Polen war zeitweise politisch sehr aufgeladen: Im Rahmen des preußischen Kulturkampfes wurde 1872 in Oberschlesien der Polnischunterricht abgeschafft, in der Zeit des Dritten Reiches galt dort die Parole der Gestapo: „Wer polnisch spricht, kriegt eins in die Fresse.“
Über die Geschichte des Polnischunterrichts in Deutschland wurde bislang kaum geforscht; es ist dazu wenig bekannt. Das Studium der Polonistik war in Preußen seit 1842 an der Universität Berlin möglich; der Lehrstuhl wurde bezeichnenderweise nicht eingerichtet, um Deutschen Kenntnisse über Polen zu verschaffen, sondern um in Preußen lebenden Polen eine Möglichkeit zur „Vervollkommnung“ in ihrer Muttersprache zu geben.
Auch zur Geschichte des Polnischunterrichts in der DDR ist wenig geforscht worden.

## Gegenwart

### Politische und gesellschaftliche Rahmenbedingungen
Der deutsch-polnische Nachbarschaftsvertrag wurde 1991 geschlossen. In Artikel 25 des Vertrages verpflichten sich beide Seiten „allen interessierten Personen umfassenden Zugang zur Sprache und Kultur des anderen Landes zu ermöglichen“. Ebenso entstand die Stiftung für deutsch-polnische Zusammenarbeit.
Danach richteten einige wenige Schulen Polnisch als zweite oder dritte Fremdsprache ein. In der Praxis hat sich seitdem außerhalb des Grenzgebietes wenig geändert.
Die polnische Seite unterhält in Deutschland drei Poleninstitute in Berlin, Leipzig und Düsseldorf, setzt dabei aber weniger auf Sprachenlernen als auf Kulturvermittlung. Dies steht in deutlichem Kontrast zum Auftreten anderer Institute, des Konfuzius-Instituts, des Goethe-Instituts oder des Institut français im jeweiligen Ausland. Gelegentlich werden „Schnuppertage“ auf Initiative von Dozenten und Studenten einer Universität angeboten.
1991 entstand auch das Deutsch-polnische Jugendwerk. Die Zahl der Begegnungen zwischen deutschen und polnischen Lehrern und Schülern nahm seitdem stark zu.
Seit dem Beitritt Polens zur Europäischen Union 2004 gibt es eine größere Nachfrage nach Dolmetschern und Übersetzern. Zur gleichen Zeit wird die universitäre Polonistik als Fach allerdings zurückgedrängt. Europäische Vorgabe ist gemäß dem Weißbuch der Kommission der Europäischen Gemeinschaften der Standard, zwei Fremdsprachen zu lernen. Europaschulen werden gefördert.

### Polnischunterricht heute
2011 lernten 8245 Schüler an der Schule Polnisch; das sind etwa 0,1 Prozent der deutschen Schülerschaft. Der Trend beim schulischen Sprachenlernen in Deutschland entspricht dabei dem europäischen Trend: Die großen Verkehrssprachen werden erlernt; dies sind laut Eurostat Englisch, Französisch, Deutsch, Spanisch und Russisch.
Der Unterricht findet meist an Schulen im unmittelbaren Grenzgebiet statt. Er soll die Perspektive dieser Regionen stärken; umgekehrt lautet die Argumentation in weiter entfernten Regionen, das Fach Polnisch „passe nicht in das Profil der Schule“.
Schwerpunkte für den Polnischunterricht an allgemeinbildenden Schulen bilden die vier Bundesländer in der Nähe der polnischen Grenze: In Sachsen etwa das katholische Sankt-Benno-Gymnasium in Dresden, und das Augustum-Annen-Gymnasium in Görlitz, in Brandenburg das private Rahn-Internat in Neuzelle oder das Pestalozzi-Gymnasium in Guben, in Mecklenburg-Vorpommern etwa die Europaschule Deutsch-Polnisches Gymnasium Löcknitz und in Berlin die Gabriele-von-Bülow-Oberschule. Die Zahl der zur Verfügung stehenden Lehrer ist begrenzt: In Brandenburg standen 2007 dreizehn beamtete Lehrer zur Verfügung.
Es gibt nur wenige Polnischlehrer mit Staatsexamen, denn die Ländercurricula sehen keinen regulären Polnischunterricht vor; Lehrer „basteln“ sich ihre Materialien selbst. Fremdsprachenassistenten (meist polnische Studenten) sind hier tätig.
Besonders in Deutschland, aber auch anderswo nimmt der muttersprachliche Unterricht eine wichtige Stellung ein: Die Polonia in Deutschland ist mit ein bis zwei Millionen Menschen groß und viele Kinder nehmen an freiwilligen Arbeitsgemeinschaften teil, um sich ihrer Identität zu versichern.
Da Erkenntnisse der Lernforschung ein Sprachenlernen in Kindergarten oder Grundschule nahelegen, bietet man auch dort seit einiger Zeit in Grenzorten das Polnische an.
Gleichzeitig wird häufig von lebenslangem Lernen gesprochen und Arbeitnehmer qualifizieren sich beruflich und sprachlich weiter. So wird das Polnische an privaten Sprachschulen, kommunalen Volkshochschulen, im Privatunterricht oder in Feriensprachkursen in Polen erlernt. All dies schlägt sich in den zitierten offiziellen Statistiken nicht nieder.
Das Lehrmaterial wird besser. Es gibt seit 2009 ein erstes Lehrbuch für Gymnasien, das unter anderem durch das 1980 gegründete Deutsche Polen-Institut ermöglicht wurde.
Zukünftige Arbeitsmöglichkeiten für Arbeitnehmer mit guten Polnischkenntnissen und interkultureller Kompetenz ergeben sich bei zahlreichen Unternehmen sowie „Kommunalverwaltungen, Industrie- und Handelskammern, Kultureinrichtungen und Sportstätten.“